# Bosanski pokret nacionalnog ponosa
Die Bosanski pokret nacionalnog ponosa (deutsch Bosnische Bewegung des Nationalen Stolzes, kurz BPNP) ist eine weitgehend rechtsextreme und nationalistische politische Bewegung in Bosnien und Herzegowina. Die Organisation wurde am 9. Februar 2009 von Nationalisten in Sarajevo gegründet.
Die Bewegung lehnt nach eigenen Angaben den Zionismus, Kapitalismus, Kommunismus und Islamismus ab. Auch ist die Bewegung gegen einen EU- und NATO-Beitritt Bosniens; der NATO-Pakt wird als eine „Weltarmee“ angesehen.